# Burials
Burials es el noveno álbum de estudio de la banda de rock estadounidense AFI. Fue lanzado el 22 de octubre de 2013 bajo el sello de Republic Records. En una declaración sobre el álbum, el líder de AFI, Davey Havok, dijo: «Este disco es del silencio, y de los entierros que se derivan de el. Es un disco sobre la traición, la crueldad, la debilidad, la ansiedad, el pánico - profundo y lento - la desesperación, el daño y la pérdida. Y así, es vergonzosamente honesto y decididamente imperdonable».

## Concepción y composición
A diferencia de los álbumes anteriores de AFI, el vocalista Davey Havok describe Burials como «muy variado y muy rico», y agregó que es «mucho, mucho menos sencillo que el último disco, que - al igual que todos los álbumes que hemos grabado - fue el resultado de un crecimiento natural, una señal natural del lugar en el que estamos ahora como compositores».

## Grabación y producción
La banda trabajó con el productor Gil Norton y el ingeniero Andrew Scheps, durante la grabación de Burials en Los Ángeles, California.

## Historial de versiones
Antes del lanzamiento de Burials, AFI lanzó los sencillos «I Hope You Suffer» el 22 de julio de 2013 y «17 Crimes», el 6 de agosto de 2013. «17 Crimes» se puso a disposición un día antes de su lanzamiento en iTunes Store. Una nueva canción del álbum, «A Deep Slow Panic», se puso a disposición en el sitio web de Spin, junto con una entrevista a la banda el 10 de octubre de 2013.

## Recepción de crítica
Burials ha recibido críticas positivas de los críticos de música. En la web de Metacritic, que asigna una calificación de 0 a 100 a los comentarios de los críticos, este álbum recibió una puntuación de 73, lo que indica "críticas generalmente favorables". Matt Collar de Allmusic dio al álbum 4 estrellas de 5 diciendo: "con Burials, Havok y AFI no sólo enterraron el castillo de relaciones destrozadas, sino que descartaron cualquier idea de que no son los reyes de su reino distópico del rock". Él resaltó que las canciones "I Hope You Suffer", "17 Crimes" y "Greater Than 84" son los mejores temas del álbum. Del mismo modo, Jason Pettigrew también otorgó al álbum 4 estrellas de 5, diciendo: "Bajo la dirección del productor Gil Norton, [ ... ] lo último de AFI está cargado de muchas mejoras, una producción en pantalla ancha que es tan grandiosa, que debería tener el nombre de Michael Bay por todas partes", y escribió que "con Burials, AFI ha conseguido enormemente regresar a la intimidad del corazón de sus seguidores". Sin embargo, Mike Powell le dio al álbum 2 estrellas de 5 diciendo: "17 Crimes" y "Greater Than 84" son los únicos temas que han sobrevivido con el estilo de la banda. Los se han ahogado en la modernidad. Ostentoso, serio, plagado de problemas de los que nunca es demasiado específico, Davey Havok ha creado un nuevo estilo de cabello metal, mezcla de Morrissey, y Bret Michaels - para la era de Hot Topic".

## Lista de canciones
Todas las letras escritas por Davey Havok, toda la música compuesta por Jade Puget. 
| N.º | Título                       | Duración |  |
| 1.  | «The Sinking Night»          | 2:18     |  |
| 2.  | «I Hope You Suffer»          | 4:37     |  |
| 3.  | «A Deep Slow Panic»          | 4:01     |  |
| 4.  | «No Resurrection»            | 4:27     |  |
| 5.  | «17 Crimes»                  | 2:57     |  |
| 6.  | «The Conductor»              | 3:41     |  |
| 7.  | «Heart Stops»                | 3:08     |  |
| 8.  | «Rewind»                     | 4:12     |  |
| 9.  | «The Embrace»                | 3:25     |  |
| 10. | «Wild»                       | 3:11     |  |
| 11. | «Greater than 84»            | 4:17     |  |
| 12. | «Anxious»                    | 3:50     |  |
| 13. | «The Face Beneath the Waves» | 5:10     |  |

| Best Buy bonus tracks |                                  |          |  |
| N.º                   | Título                           | Duración |  |
| 14.                   | «17 Crimes» (James Egbert Remix) |          |  |
| 15.                   | «17 Crimes» (ThankYouX Remix)    |          |  |

## Posicionamiento en listas
| País           | Listas                  | Mejor posición |
| 2013           | 2013                    | 2013           |
| -------------- | ----------------------- | -------------- |
| Australia      | Australian Albums Chart | 10             |
| Estados Unidos | Billboard 200           | 9              |
| Estados Unidos | Hard Rock Albums        | 2              |
| Estados Unidos | Rock Albums             | 3              |
| Estados Unidos | Alternative Albums      | 3              |
| Reino Unido    | UK Albums Chart         | 59             |

## Créditos
| AFI - Jade Puget: guitarra. - Davey Havok: voz principal. - Hunter Burgan: bajo. - Adam Carson: batería. | Production - Gil Norton: productor. - Dan Austin: ingeniero. - Andrew Scheps: sonidista. - Justin Hergett: asistente de sonido. - Stephen Marcussen: masterizador. Arte - AFI: dirección del arte, diseño. - Morning Breath Inc.: dirección del arte, diseño. - Surround: imágenes. - Chris Anthony: fotografía de la banda. |